# Cívka (příze)
Cívka je válcovitá nebo kónická trubice k navíjení přástu, příze, jemnějších provaznických výrobků a případně fóliových pásků k textilnímu zpracování. Charakteristickým znakem cívky je, že se na ni klade vždy několik ovinů vedle sebe, zatímco u ostatních nosičů se jednotlivé vrstvy (zpravidla plošných textilií) navíjí nad sebou. Materiál se na cívce skladuje a dopravuje jen během výroby nebo zpracování, po jeho odvinutí se cívka často znovu používá.
Slovem cívka se označuje (až na několik výjimek) jak prázdná dutinka, tak i dutinka s navinutou textilií.
K výjimkám patří:
Některé příze a fóliové pásky na ruční pletení se navíjí ve tvaru klubka na cívky z lepenky.
Cívky s přízí od prstencových dopřádacích a skacích strojů se nazývají potáče.
Cívkám s útkovou přízí, které se vkládaly do tkalcovských člunků se říkalo kanety.
Původní význam slova cívka byl pravděpodobně stvol rostliny (černého bezu, třtiny), který se používal na navíjení příze

## Materiál na výrobu cívek
Podle způsobu použití se dutinky vyrábí z lepenky, plastů, dřeva nebo kovu.
Nejpoužívanější jsou plastové dutinky (na přástové cívky, potáče, na soukání a skaní téměř všech druhů příze).
Na dutinky z lepenky se dnes navíjí jen příze a fóliové pásky na ruční práce.
Dřevěné nosiče příze byly aktuální dokud se útek zatkával na člunkových stavech (kanety).
Kovové perforované trubice byly asi do poloviny minulého století nezbytné jako nosič příze při barvení na cívkách. Dnes je však zcela nahradily plastikové dutinky.
Pro speciální účely (tkaní pneumatikových kordů, skaní elastických přízí, výroba některých lanek) se stále ještě používají nákladně zhotovené kovové cívky s okrajovými kotouči.

## Tvary a velikosti dutinek
Válcové cívky se vyrábí
- bez okrajových kotoučů – na přást od křídlovek a finisérů a na tzv. přesné soukání (na předposledním snímku)
- s kotouči – k některým skacím strojům a šicím strojům (1. snímek zprava v dolní řadě)
- raketové – s kuželovitým zakončením (s vinutím stejným jako na potáči). Použití: k barvení příze a na šicí nitě (červená cívka na snímku dole)

Kónické cívky jsou pro soukání a skaní nejpoužívanější (1. snímek zprava v horní řadě)
Hmotnost cívek se pohybuje od několika gramů při šířce návinu 4–5 mm (cívečky k šicím strojům) do cca 5 kg při zdvihu rozvaděče příze do 457 mm (soukací a skací stroje).

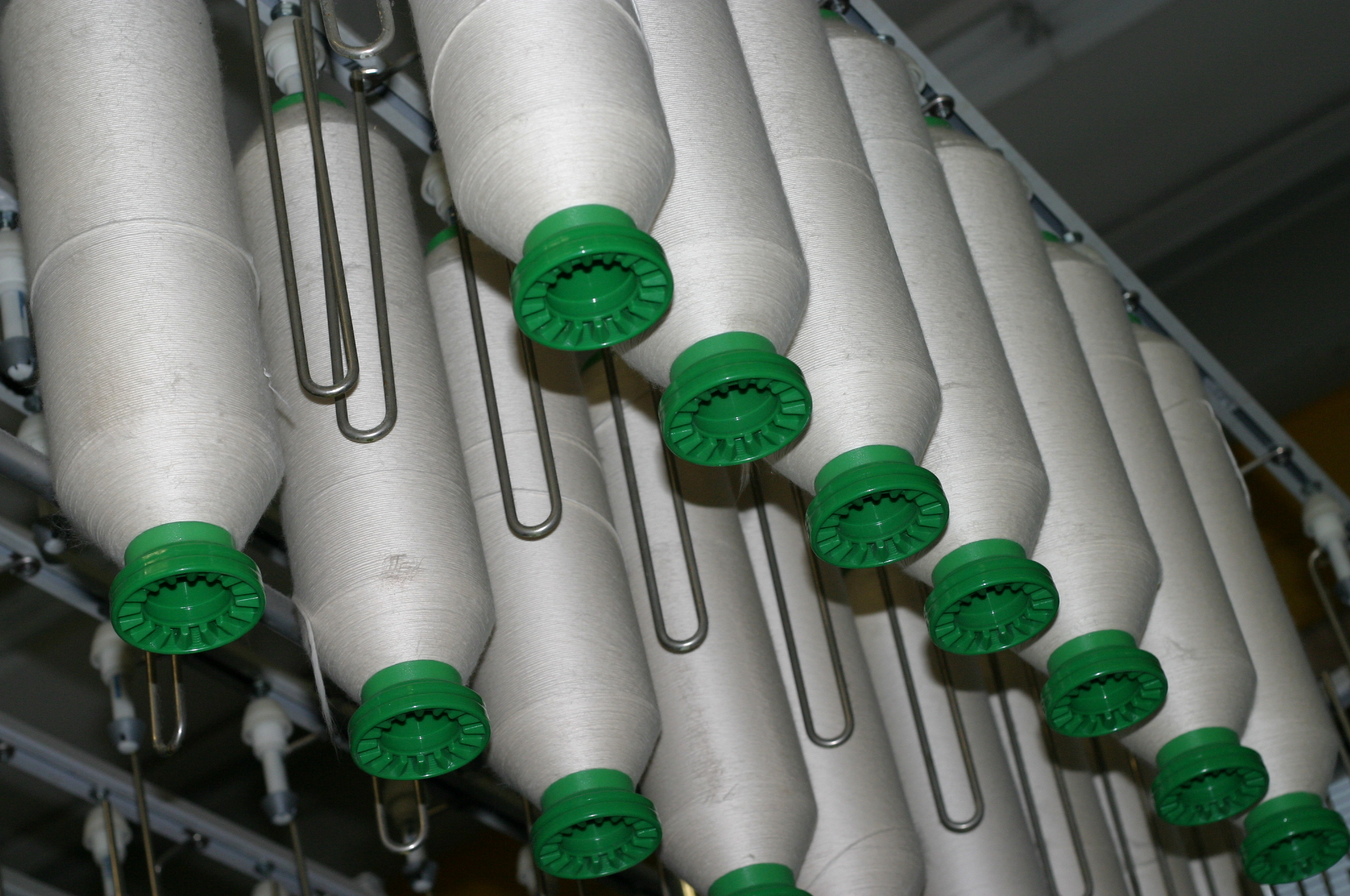
Přást na dopřádacím stroji
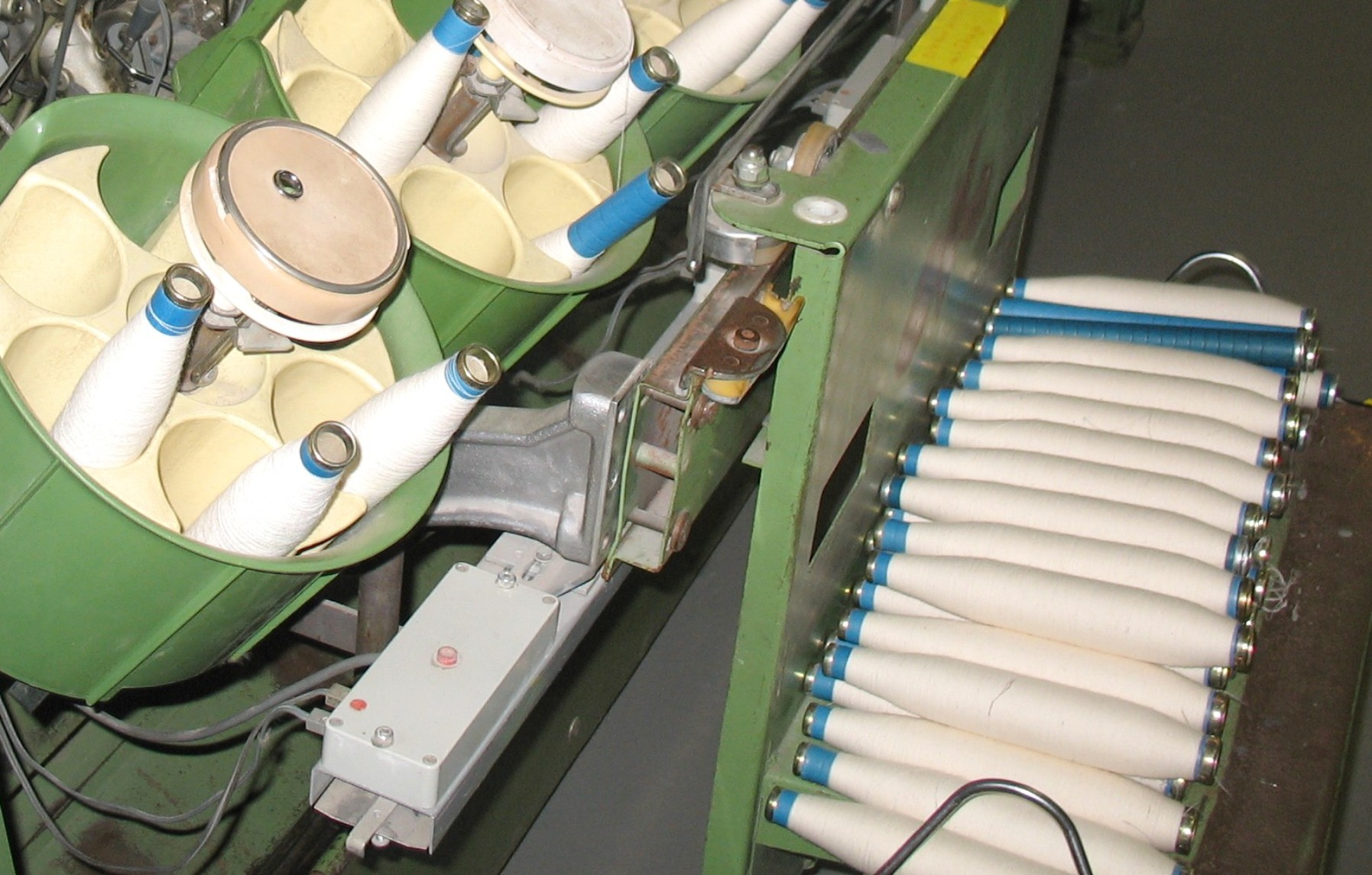
Potáče v zásobníku soukacího stroje
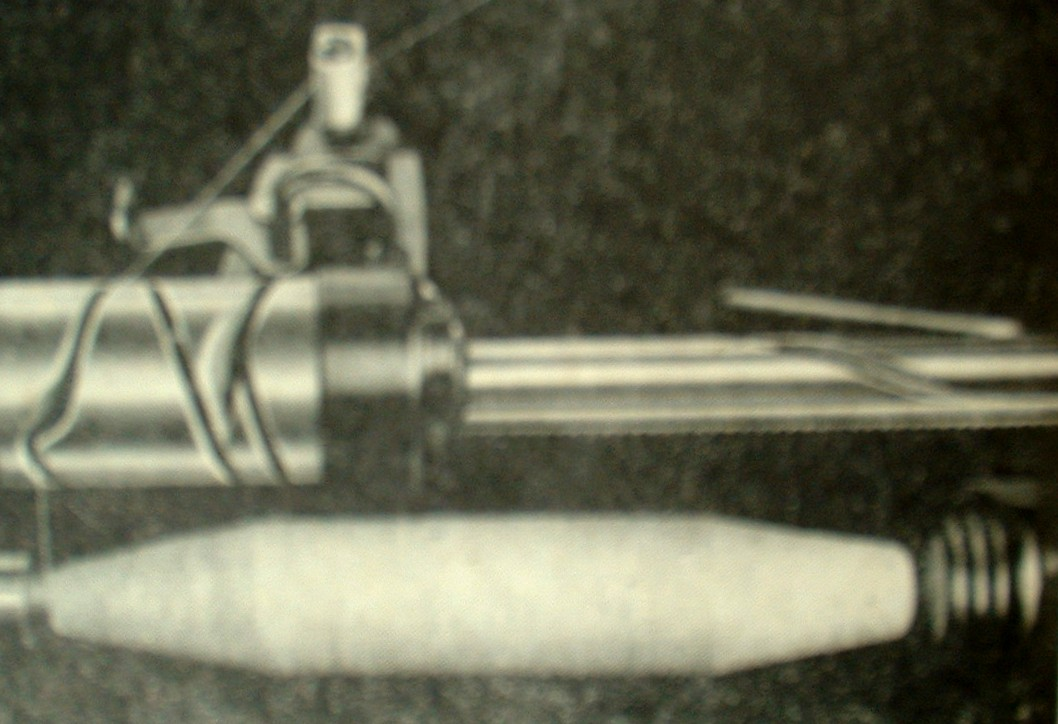
Kaneta s navíjecím ústrojím
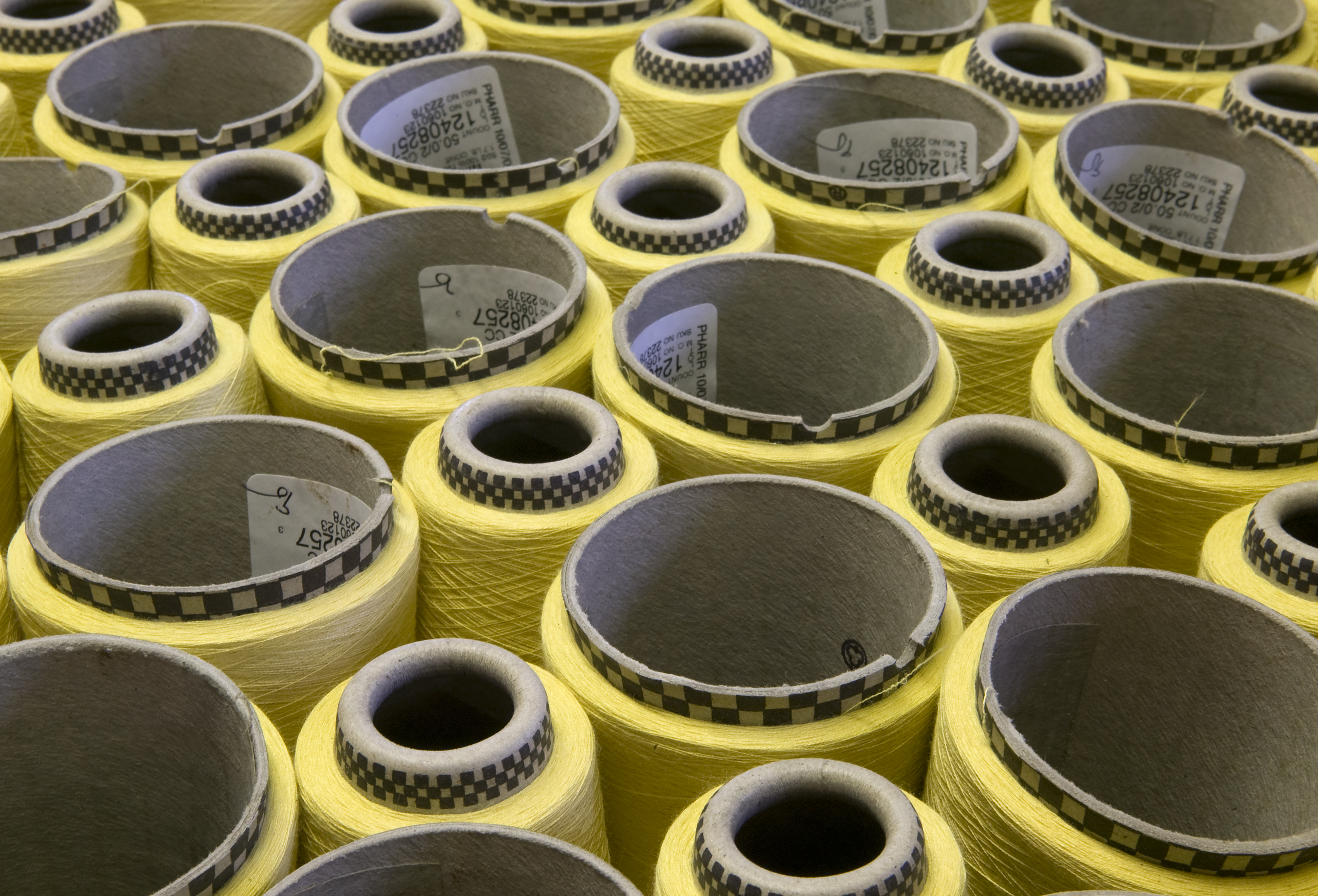
Kónické cívky s kuželovým vinutím
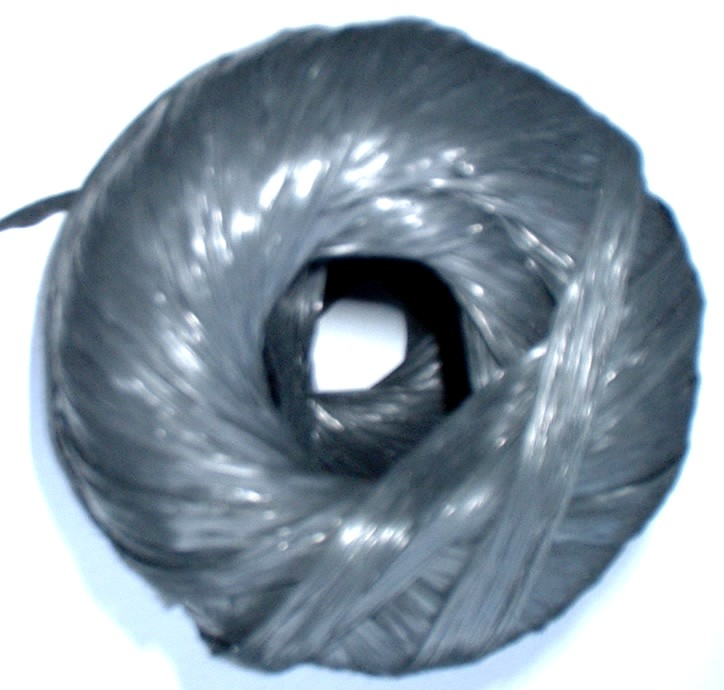
Fóliový pásek na papírové cívce
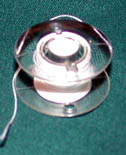
Polyamidová cívka k šicím strojům
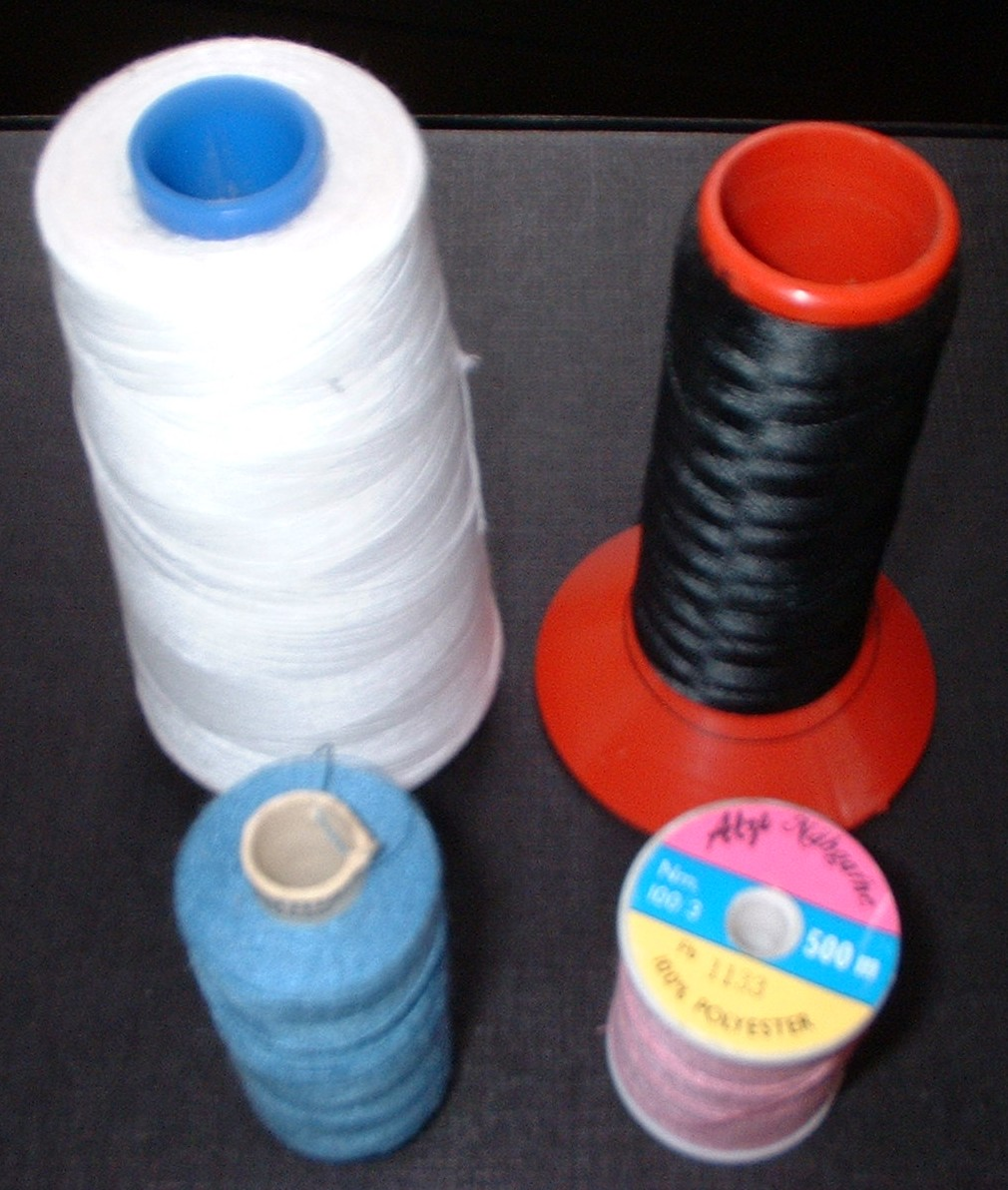
Šicí nitě
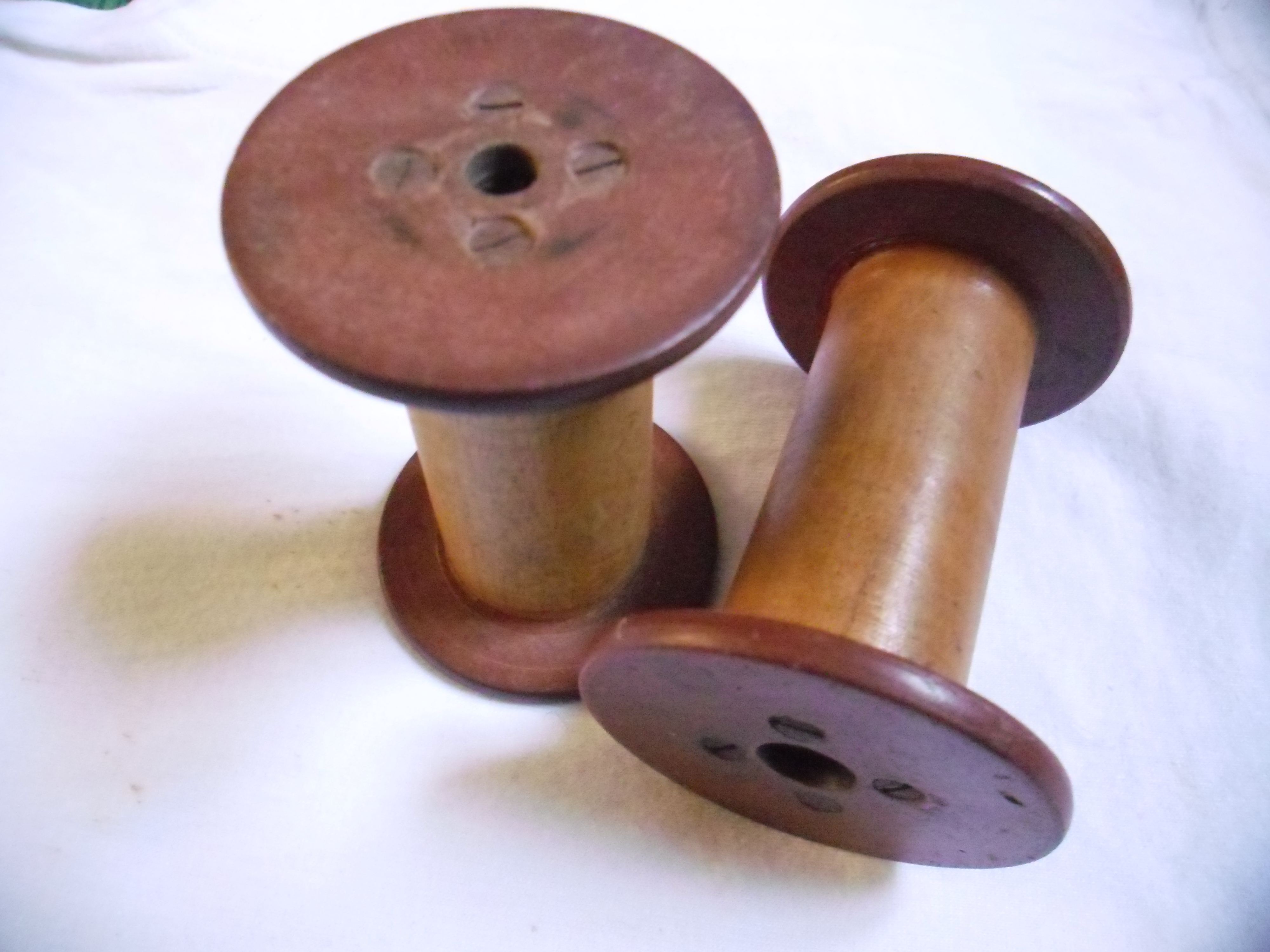
Cívky s postranními kotouči